# Paularo
Paularo est une commune italienne de la province d'Udine dans la région Frioul-Vénétie Julienne en Italie.

## Géographie
Paularo est situé dans la région du Frioul, partie intégrante de la région autonome du Frioul-Vénétie-Julienne, dans le nord-est de l'Italie.
On note que la commune est incluse dans la région de la Carnia (Cjargne en frioulan), située exclusivement dans la province d'Udine.

### Relief
Paularo se trouve dans une vallée de la Carnia, la Val Chiarsò. La ville est entourée par les montagnes du massif des Alpes Carniques, et plus loin des Préalpes carniques, où se situe la Monte Sernio, sommet relativement proche de la ville.

### Hydrographie
Paularo borde la rivière Chiarsò, cours d'eau ayant donné son nom à la vallée encadrant la ville, appelée Val Chiarsò, ou Cjanâl di Incjaroi en frioulan. Ce torrent est un affluent de la rivière Bût, elle-même affluent du fleuve Tagliamento.

### Climat
Paularo jouit d'un climat montagnard du fait de sa situation alpine.

### Communes limitrophes
Arta Terme, Ligosullo, Moggio Udinese, Paluzza, Treppo Carnico

## Administration
| Période                                  | Période | Identité        | Étiquette | Qualité |
| ---------------------------------------- | ------- | --------------- | --------- | ------- |
|                                          |         | Maurizio Vuerli |           |         |
| Les données manquantes sont à compléter. |         |                 |           |         |

### Hameaux
Casaso, Dierico, Misincinis, Salino, Ravinis, Chiaulis, Castoia, Villamezzo (Villafuori, Rio), Cogliat, Lambrugno, Tavella, Trelli, Dioor

### Jumelage
- Kirchbach (Autriche) depuis 2003
- Sillingy (France)

## Histoire
L'Histoire de Paularo est intimement liée à celle de la Carnia, cette section n'en présente donc qu'un résumé, et relate des faits très propres à la commune

Emblème du Frioul

Le territoire de Paularo semble avoir accueilli l'homme depuis le Paléolithique, en effet on a retrouvé des silex taillés lors de fouilles. Le hameau de Miscinis a été sujet à des découvertes de documents datant de la période pré-romaine, une nécropole a aussi été découverte dans ce site.
Une légende raconte que, pendant les invasions barbares les habitants s'étaient réfugiés dans une grotte à la frontière autrichienne actuelle pour se protéger des Huns ; cette grotte est aujourd'hui nommée la grotte d'Attila.
Sous la domination de la Sérénissime République de Venise, à partir du XVe siècle, le style architectural vénitien s'installa rapidement, on en trouve encore des vestiges dans le hameau de Villamezzo, autrefois commune indépendante. En 1709, un terrible incendie frappa une partie de l'ancien Paularo et détruisit en grande partie Villamezzo.
Lors des 1re et 2e Guerre mondiale, la Carnia est alors "zone de guerre" du fait de sa situation aux frontières du pays.

## Culture
On trouve de nombreux bâtiments historiques, notamment des églises témoignant des cinq paroisses présentes ici. Beaucoup d'évènements locaux sont d'ordre religieux catholique.

Voici plusieurs évènements spécifiques :
- Le 24 mai a lieu un pèlerinage au sanctuaire situé dans les environs des villages de Salina et Treilli.
- Du 23 au 28 juin et du 11 au 12 juillet ont lieu le lancement des Pirules, roues enflammées lancée du haut de la colline la plus proche (rappelant la roue de la Saint-Jean à Sierck-les-Bains).
- De septembre à mai ont lieu diverses fêtes religieuses.
- A aussi lieu une grande parade dans les rues lors du Carnaval.